# Schoenocaulon texanum
Schoenocaulon texanum là một loài thực vật có hoa trong họ Melanthiaceae. Loài này được Scheele miêu tả khoa học đầu tiên năm 1852.